# Tachardina africana
Tachardina africana är en insektsart som beskrevs av Hall 1935. Tachardina africana ingår i släktet Tachardina och familjen Kerriidae. Inga underarter finns listade i Catalogue of Life.